# Трховиште
Трховиште (слч. Trhovište) насељено је мјесто са административним статусом сеоске општине (слч. obec) у округу Михаловце, у Кошичком крају, Словачка Република.

## Становништво
| Година:    | 1994. | 2004.    | 2014.   | 2024.    |
| ---------- | ----- | -------- | ------- | -------- |
| Број људи: | 1545  | 1816     | 1913    | 2161     |
| Разлика:   |       | +17,54 % | +5,34 % | +12,96 % |

| Година:    | 2023. | 2024.   |
| ---------- | ----- | ------- |
| Број људи: | 2140  | 2161    |
| Разлика:   |       | +0,98 % |

Према подацима о броју становника из 2011. године насеље је имало 1.874 становника.